# 발렌티나 코지르
발렌티나 코지르(우크라이나어: Валентина Козир, 1950년 4월 25일 ~ )는 우크라이나의 육상 선수로 주로 높이뛰기에서 활약했다.
키예프의 다이나모에서 훈련한 코지르는 1968년 멕시코시티 올림픽에서 소련을 대표하여 동메달을 획득했다.

## 참조
- Sports Reference